# Gemeinnütziges Siedlungswerk
Die Gemeinnützige Siedlungswerk (GSW) GmbH ist ein 1949 gegründetes überregional tätiges Wohnungsunternehmen in Deutschland mit dem satzungsgemäßen Zweck, eine sichere und sozial verantwortbare Wohnungsversorgung der breiten Schichten der Bevölkerung zu gewährleisten. Die Gesellschaft hat ihren Sitz in Frankfurt am Main. Gesellschafter sind vier katholische Bistümer in Hessen und Thüringen sowie deren Caritasverbände.

## Geschichte
Nach dem Zweiten Weltkrieg war die Wohnungsnot durch Luftkriegsschäden und den Zuzug von Heimatvertriebenen in Frankfurt am Main groß. Auf Betreiben des Ermländer Bischofs Maximilian Kaller wurde im Herbst 1946 dort der Katholische Siedlungsdienst gegründet, der vor allem bei der Vermittlung von Wohnraum helfen sollte.
Schnell stellte sich heraus, dass zum Beheben der Wohnungsnot auch eigene Wohnungsbauten nötig werden würden. Im November 1948 richtete der Limburger Bischof Ferdinand Dirichs, in dessen Bistum Frankfurt lag, das St. Georgswerk ein, das Geld für diesen Zweck sammeln sollte. Besonders erfolgreich waren die Aufrufe der Kirche zum „Stundenlohnsparen“ in den 1950er Jahren. Dabei sollten Arbeitnehmer monatlich den Lohn einer Arbeitsstunde sparen und dem St. Georgswerk als Darlehen zur Verfügung stellen.
Am 25. März 1949 riefen die Bischöfe der drei hessischen Bistümer Mainz, Limburg und Fulda in Frankfurt das Gemeinnützige Siedlungswerk ins Leben, das selbst Wohnungen für Familien bauen sollte. Auch die Caritasverbände der drei Bistümer beteiligten sich an dem neuen Unternehmen. Die Leitung hatte von der Gründung bis 1972 Franz Wosnitza. Bis 1981 entstanden so 9500 Wohnungen. Das Siedlungswerk bevorzugt den Verkauf seiner Wohnungen, die damit zum Eigentum der bewohnenden Familien werden. Oft werden Grundstücke in Kirchenbesitz im Erbbaurecht bebaut. 4800 Wohnungen wurden bis 1981 auf diese Art weitergegeben. Die übrigen Wohnungen werden vermietet, insbesondere an arme Familien.
Nach der deutschen Wiedervereinigung 1990 traten das Bistum Erfurt und sein Caritasverband dem GSW bei.
Im Jahr 2012 wurde Eberhard von Alten, der Finanzdirektor des Bistums Mainz, Vorsitzender des Aufsichtsrats des GSW. Im Mai 2017 trat der bisherige stellvertretende Vorsitzende des Aufsichtsrates des GSW und Leiter des Dezernates Finanzen, Verwaltung und Bau des Bistums Limburg Gordon Sobbeck seine Nachfolge an. Von Frühjahr 2019 bis 2022 war der Finanzdirektor des Bistums Fulda, Gerhard Stanke, Aufsichtsratsvorsitzender. Ihm folgte der Limburger Diözesanökonom Thomas Frings.
Geschäftsführer sind Andreas Schulz und Filip John (Stand 2024).

## Geschäftsumfang
Der GSW-Konzern besitzt rund 7.700 Wohnungen und verwaltet insgesamt 8.900 Wohneinheiten (Stand 2022) vor allem im Rhein-Main-Gebiet, in Rheinland-Pfalz und in Thüringen. Des Weiteren zählen das Bauträgergeschäft und der Bau eigener Anlagen zu den wesentlichen Geschäftsfeldern der Gesellschaft.
Das GSW ist im Neubau von Einfamilienhäusern, Eigentumswohnungen, generationsübergreifenden Wohnhäusern, gemeinschaftliche Wohnprojekte im Alter, Alten- und Pflegeheimen, sozialen Einrichtungen und Kindertagesstätten tätig. Sie werden teilweise für die eigene Bewirtschaftung errichtet oder im Auftrag anderer Körperschaften. Weitere Geschäftsfelder sind die Umwandlung von Agrarland oder anderen bislang nicht bebauten Flächen zu Baugrundstücken oder die Bewirtschaftung von Immobilien für Dritte, beides auch ohne unmittelbar kirchlichen Bezug. Laufend werden bei verschiedenen Objekten Maßnahmen zur Energetischen Sanierung, Projektentwicklung und Baulandentwicklung durchgeführt. Über die Geschäftstätigkeit hinaus findet Soziales Engagement in Form der Förderung des Baus von Kindergärten in Entwicklungsländern statt.
Das Unternehmen beschäftigt 120 hauptberufliche Mitarbeiter, 97 geringfügig Beschäftigte und eine Auszubildende zur Immobilienkauffrau.
Das Unternehmen hält Beteiligungen an der Pax-Bank, der Bank im Bistum Essen und der Bank für Kirche und Caritas in Paderborn. Außerdem war das GSW bis 2015 an Treuhandgesellschaft für die Südwestdeutsche Wohnungswirtschaft und bis 2017 an der WG Immo Kreisstraße Weiterstadt GmbH & Co. KG beteiligt.
| Jahr | Bilanzsumme in Mio. Euro | Jahresumsatz in Mio. Euro | Bilanzgewinn in Mio. Euro | Zahl der fertiggestellten Wohnungen | Eigenkapital in Mio. Euro | Verbindlichkeiten in Mio. Euro |
| ---- | ------------------------ | ------------------------- | ------------------------- | ----------------------------------- | ------------------------- | ------------------------------ |
| 2007 | 285                      | 44,5                      |                           | 74                                  |                           |                                |
| 2009 | 296,8                    | 44,6                      |                           | 29                                  |                           |                                |
| 2010 | 300,1                    | 48,1                      | 2,7                       | 104                                 | 63,6                      | 216,2                          |
| 2011 | 301,6                    | 52,5                      | 2,7                       | 82                                  | 66,8                      | 213,4                          |
| 2012 | 332,8                    | 49,4                      | 2,7                       | 47                                  | 70,2                      | 241,2                          |
| 2013 | 327,3                    | 85,7                      | 2,2                       |                                     | 72,3                      | 231,5                          |
| 2014 | 336,1                    | 75,7                      | 3,0                       |                                     | 75,4                      | 236,6                          |
| 2015 | 377,5                    | 53,1                      | 1,1                       |                                     | 77,1                      | 273,0                          |
| 2016 | 434,1                    | 74,8                      | 3,1                       |                                     | 80,3                      | 324,2                          |
| 2017 | 465,5                    | 68,4                      | 2,7                       |                                     | 83,1                      | 349,2                          |
| 2018 | 488,5                    | 71,4                      | 2,7                       |                                     | 86,1                      | 370,7                          |
| 2019 | 530,1                    | 69,0                      | 5,1                       |                                     | 91,3                      | 404,5                          |
| 2020 | 570,9                    | 79,7                      | 5,4                       |                                     | 96,8                      | 437,2                          |
| 2021 | 596,7                    | 103,7                     | 4,4                       |                                     | 100,4                     | 457,6                          |
| 2022 | 568,0                    | 95,2                      | 6,3                       |                                     | 106,7                     | 421,2                          |

## Wohnprojekte der Gegenwart
Im Jahr 2023 hat die GSW in Frankfurt-Niederrad 14 neue Wohnungen durch Aufstockung errichtet. 2024 werden in Königstein elf neue Eigentumswohnungen mit bis zu 250 m² entstehen. Die Arbeiten hierzu haben 2023 begonnen.
Das Unternehmen hat im Rhein-Main-Gebiet im Jahr 2022 insgesamt 124 neue Wohnungen errichtet. Der Großteil entstand in Rüsselsheim, wo 95 Wohnungen für Studierende entstanden. Daneben wurden in Frankfurt-Eckenheim 20 Eigentumswohnungen fertiggestellt.
Die GSW expandierte ab 2014 stark in Erfurt, so hat das Unternehmen die ehemalige Druckereigebäude Fortschritt am Juri-Gagarin-Ring gekauft und errichtete bis 2017 dort 97 gehobene Loft-Wohnungen für 22 Mio. Euro. Außerdem erwarb das GSW das ehemalige Braugold-Gelände, um dort etwa 200 Wohnungen zu errichten. Daneben wurden 2014 Wohnprojekte in Oberursel, Frankfurt-Harheim, Mainz-Bretzenheim, Frankfurt-Ginnheim, Mainz-Kostheim, Frankfurt-Riedberg und Kronberg verfolgt.
2015 wurden ein Neubau einer Wohnanlage für Behinderte in Nidderau-Ostheim, ein Neubau eines Seniorenheims in Kassel sowie von Wohnhäusern in Heusenstamm, Mainz-Kastel und Mainz-Marienborn umgesetzt. Ein Gemeinschaftswohnprojekt in Karben wurde in Zusammenarbeit mit einem Mieterwohnverein realisiert. Dabei begleitet und berät ein Architekt des GSW die Mitglieder des Wohnvereins bei der Umsetzung ihrer individuellen Wünsche und Vorstellungen im gegebenen Rahmen.
2016 wurden weitere Wohnungsbauprojekte in Kronberg, Frankfurt am Main, Bodenheim, Erfurt und Offenbach am Main in Angriff genommen. Außerdem wurde ein Wohnungspaket aus 16 Objekten mit 404 Wohneinheiten in Frankfurt am Main und anderen Orten im Rhein-Main-Gebiet erworben.
Laufend werden bei verschiedenen Objekten Maßnahmen zur Energetischen Sanierung, Projektentwicklung und Baulandentwicklung durchgeführt.

## Soziales Engagement
Soziales Engagement wurde beispielsweise in Form der Förderung des Baus von Kindergärten in Entwicklungsländern durchgeführt.
Mittlerweile engagiert sich das GSW sozial und baut sowie betreibt Studenten-Apartments, bezieht ihre Leistungen bevorzugt von örtlichen Handwerksunternehmen und fördert meist lokale Projekte durch Spenden.